# Ringsted Radiomuseum
Ringsted Radiomuseum er et museum der udstiller forskellige radioer i Ringsted på Midtsjælland. Det drives af Radiohistorisk Forening Ringsted. Samlingen består udover radioer af fonografer, radiorør, TV, grammofoner og båndoptagere fra 1900 til 2000. I sæsonen 2018 havde de 1500 gæster.